# Snöhöns
Snöhöns (Tetraogallus) är ett släkte med fåglar i familjen fasanfåglar inom ordningen hönsfåglar. Arterna i släktet förekommer alla i bergstrakter i Asien, från Himalaya till västra Mongoliet. Släktet omfattar fem arter:
- Tibetsnöhöna (T. tibetanus)
- Altajsnöhöna (T. altaicus)
- Kaukasisk snöhöna (T. caucasicus)
- Kaspisk snöhöna (T. caspius)
- Himalayasnöhöna (T. himalayensis)